# Antun Prohaska
Antun Prohaska (Osijek, 12. lipnja 1888. – Srijemska Mitrovica, 1. listopada 1951.) hrvatski general, časnik u vojskama Austro-Ugarske, Kraljevine Jugoslavije i Nezavisne Države Hrvatske. 

## Životopis
Rodio se je u Osijeku 1888. godine. Završio je Topničku kadetsku školu Austro-ugarske vojske te služio kao djelatni časnik. Nakon prvog svjetskog rata pristupio je vojsci Kraljevine SHS/Jugoslavije te završio Višu školu vojne akademije u Beogradu. Po stvaranju NDH pristupa Hrvatskom domobranstvu. Od svibnja 1941. obnaša funkciju zamjenika zapovjednika 6. pješačke divizije u Mostaru, a od studenog je zapovjednik 5. divizije u Sarajevu. U svibnju 1942. postavljen je za zamjenika zapovjednika III. domobranskog zbora. U svibnju 1943. zapovjednik je 3. lovačkog zdruga. U kolovozu 1943. postaje zapovjednik III. zbornog područja te na toj dužnosti ostaje do kolovoza 1944. kada je postavljen za nadzornika topništva oružanih snaga NDH. Po završetku rata pao je u zarobljeništvo te ga je vrhovni sud 2. jugoslavenske armije u travnju 1947. osudio na 15 godina zatvora. Umro je od infarkta na izdržavanju kazne u zatvoru u Srijemskoj Mitrovici 1951. godine.